# Carlos Suárez Gonzales
Carlos Alejandro Suárez Gonzales, conocido también como Charles Suárez (n. Santa cruz; 23 de julio de 1955), es un cantante, compositor, pastor cristiano evangélico y político boliviano que reside en la ciudad de Santa Cruz de la Sierra.
En la década de los años 80, se hizo conocer como uno de los cantantes más famosos de Bolivia, temas musicales que le hicieron conocer fueron "Hoy la vi", "Jenecherú" "Coplas americanas" entre otros, más adelante abrazó la religión cristiana protestante donde solo interpretó alabanzas. En 2009 se incorporó a la política, postuló para la vicepresidencia por el partido de Alianza Social (AS) para acompañar a la postulación a la presidencia del alcalde actual de Potosí, René Joaquino. Se graduó en la carrera como técnico y práctico agrónomo de especialidad en ganadería.

## Discografía
- Abrazándote
- Bienaventurado
- Id a las naciones
- Me doy a Santa Cruz
- Tierra como mi tierra
- Coplas americanas